# Georg Heym

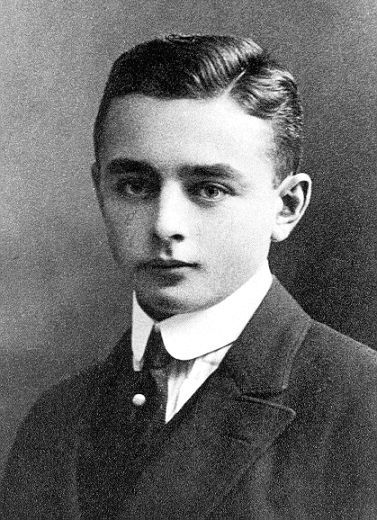
Georg Heym.

Georg Heym (Monciervo, 30 de octubre de 1887 - Berlín, 16 de enero de 1912) fue un escritor expresionista alemán.
Nació en Monciervo, en la Baja Silesia. A lo largo de su corta vida estuvo constantemente en conflicto con las convenciones sociales. Sus padres, miembros de la clase media guillermina, tenían problemas para comprender el comportamiento rebelde de su hijo. La propia actitud de Heym hacia sus padres fue paradójica: por una parte tenía un profundo afecto hacia ellos, pero, por otra, una fuerte resistencia a cualquier intento de suprimir su individualidad y autonomía.
En 1900 se trasladó a Berlín, y comenzó, sin éxito, a asistir a una serie de diferentes escuelas. Finalmente, llegó al Friedrich-Wilhelms-Gymnasium de Neuruppin, en Brandemburgo. Estaba muy insatisfecho, y como una forma de lograr alguna liberación comenzó a escribir poesía. Después de su graduación se fue a estudiar derecho a Wurzburgo, comenzando a escribir también obras de teatro. Sin embargo, los editores ignoraron su trabajo.
En 1910 conoció al poeta y escritor Simon Guttmann, quien invitó a Heym a unirse al recién fundado Der Neue Club, círculo literario fundado por Kurt Hiller y Erwin Loewenson que se reunía en el «Neopathetisches Cabaret», donde también acudían Else Lasker-Schüler, Gottfried Benn y Karl Kraus. Aunque el club no tenía un objetivo declarado real, todos sus miembros compartían un sentimiento de rebelión contra la cultura contemporánea y poseían un deseo de agitación política y estética. Allí la poesía de Heym atrajo inmediatamente elogios. En enero de 1911, Ernst Rowohlt publicó el primer libro de Heym y el único que aparecería en vida: El día eterno (Der ewige Tag).
Heym pasó por varios puestos de trabajo de tipo judicial, ninguno de los cuales ocupó durante mucho tiempo debido a su falta de respeto a la autoridad. El 16 de enero de 1912, Heym y su amigo Ernst Balcke se fueron a patinar sobre el helado Havel, donde murieron ahogados; unos días más tarde encontraron sus cuerpos. 
Al momento de su muerte Heym aún no había cumplido 24 años, y en los últimos tres de su vida produjo una obra lírica y también narrativa sorprendente por su abundancia, variedad y fuerza. Se dio a conocer sobre todo con visiones apocalípticas que demonizan el entorno urbano. Veía en la guerra una posibilidad de escapar del tedio y el absurdo de la sociedad de sus días.

## Obras

### Poesía
- Der Gott der Stadt (1910)
- Der ewige Tag (1911)
- Umbra vitae (1912)
- Marathon (1914)

### Prosa
- Der Dieb. Ein Novellenbuch (1913)

### Drama
- Der Athener Ausfahrt (1907)

### Otros
- Versuch einer neuen Religion (1909)